# Sukiyaki Western Django
Sukiyaki Western Django is een Japanse, Engels gesproken Oosterse actie-western uit 2007. Regisseur Takashi Miike werd hiervoor genomineerd voor de Gouden Leeuw op het Filmfestival van Venetië. Regisseur Quentin Tarantino speelt in Sukiyaki Western Django een bijrol in een verder bijna volledig Japanse filmploeg.
Video Film Express bracht de film in 2008 in Nederland uit op direct-naar-dvd basis.
De stijl van Sukiyaki Western Django bevat elementen geleend uit de overdadige stijl van Hongkong-films. Dit uit zich in de gevechten, de weergave van de verwondingen en het vertoon van extreme vaardigheden. De structuur van de verhaallijn is geleend uit de Italiaanse western Django uit 1966, waarnaar de film in de epiloog ook verwijst.

## Verhaal
Enkele honderden jaren na de Genpei-oorlog komen de zwaarbewapende bendes van de Genji ('de witten') en de Heiki ('de roden') lijnrecht tegenover elkaar te staan in een stadje genaamd Yuta. De reden is dat er in een buurstad een grote goudader is gevonden. Beide bendes willen daarom Yuta als eigendom claimen omdat ze verwachten ook hier grote rijkdommen te kunnen vinden.
In hun kielzog komt er een mysterieuze naamloze scherpschutter (Hideaki Ito) naar het stadje die zijn diensten aanbiedt aan de hoogste bieder. Hij wordt gezien als de op een na beruchtste pistoolkunstenaar in leven, na de legendarische Bloody Goddess. Zij zou zijn opgeleid door de mythische schutter Ringo (Quentin Tarantino), maar of zij echt bestaat, weet niemand.
De strijd tussen de Genji en Heiki heeft jaren stilgelegen, maar is weer opgelaaid door het bestaan van het kind Heihachi, een zoontje ontstaan uit de romance tussen Heiki-vader Akira (Shun Oguri) en een Genji-vrouw. Toen Heiki-leider Taira no Kiyomori (Koichi Sato) hier lucht van kreeg, doorzeefde hij de vader met kogels, waarop de moeder zich bij Genji-leider Minamoto no Yoshitsune (Yusuke Iseya) en zijn troepen voegde.

## Rolverdeling
- Yoshino Kimura -Shizuka
- Masanobu Ando -Yoichi
- Kaori Momoi - Ruriko
- Renji Ishibashi - Benkei
- Teruyuki Kagawa - Sheriff
- Masato Sakai - Taira no Shigemori
- Quentin Tarantino - Ringo